# 桃花源
『桃花源』（とうかげん）は、日本のシンガーソングライター・さだまさしが1978年2月10日にリリースしたシングルである。

## 解説
表題曲「桃花源」のオリジナルは、満洲国浜江省ハルビン市出身で、台湾で活躍していた映画監督・シンガーソングライターの劉家昌が作詞・作曲した「我家在那裡」（我が家はそこにある）である。この曲は、1972年の台湾映画『晚秋』の主題歌として発表された。
結果的に「我家在那裡」の日本語カヴァーとなった「桃花源」は、さだの弟の佐田繁理が台湾で気になった曲として採譜して持ち帰ったものに、さだが独自に詩を付けて歌唱し、1977年発売のアルバム『風見鶏』に収録した。アルバム発表時は作曲者不詳とクレジットされていたが、のちに作曲者が判明し、本シングル盤がリリースされた際に劉家昌作曲と改められている。先のアルバム『帰去来』と同様、陶淵明の詩からタイトルが採られている。内容は故郷を桃源郷（理想郷）に見立てている。
「桃花源」がTBS系テレビドラマ『せい子宙太郎‐忍宿借夫婦巷談』（1977年11月 - 1978年5月放送）のテーマ曲として選ばれたことからシングルカットされたが、B面曲を除けば、さだにとってアルバムからのシングルカットはグレープ時代を含めても初めてであった。
オリコンチャートではベスト20圏内に入らず、ヒットとはならなかった。

### 晩鐘
恋人との別れを、日本古来の美意識を駆使して作られた曲。日本の美を愛するさだは、「この歌をできるだけ歌おうと思っているが、季節が確定している（晩秋）ので、他の時期に歌うと間が抜ける」と、コンサートで話していた。

## 収録曲

### SIDE 1
「桃花源」（作詩：さだまさし、作曲：劉家昌、採譜：佐田繁理、編曲：Jimmie Haskel）

### SIDE 2
「晩鐘」（作詩・作曲：さだまさし、編曲：渡辺俊幸、弦編曲：小野崎孝輔）